# Nicole Maines
Nicole Maines, född 7 oktober 1997 i New York, är en amerikansk skådespelare.
Maines har bland annat medverkat i TV-serierna Supergirl (2018–2021) och Yellowjackets från 2023. Hon har även medverkat i filmen Bit från 2019.

## Filmografi (i urval)
- 2018–2021 – Supergirl (TV-serie)
- 2019 – Bit
- 2023 – Yellowjackets (TV-serie)